# Brian Hamalainen
Brian Tømming Hämäläinen (født 29. maj 1989) er en dansk fodboldspiller, spiller for Lyngby Boldklub.
Den 31. august 2012 skiftede Hamalainen til KRC Genk på en to-årig kontrakt, efter af klubben havde købt ham fra SV Zulte Waregem. Han kom til belgisk fodbold og Zulte Waregem den 1. juli 2011, efter at have spillet hele sin karriere i Lyngby Boldklub.